# Terra de la Reina Lluïsa

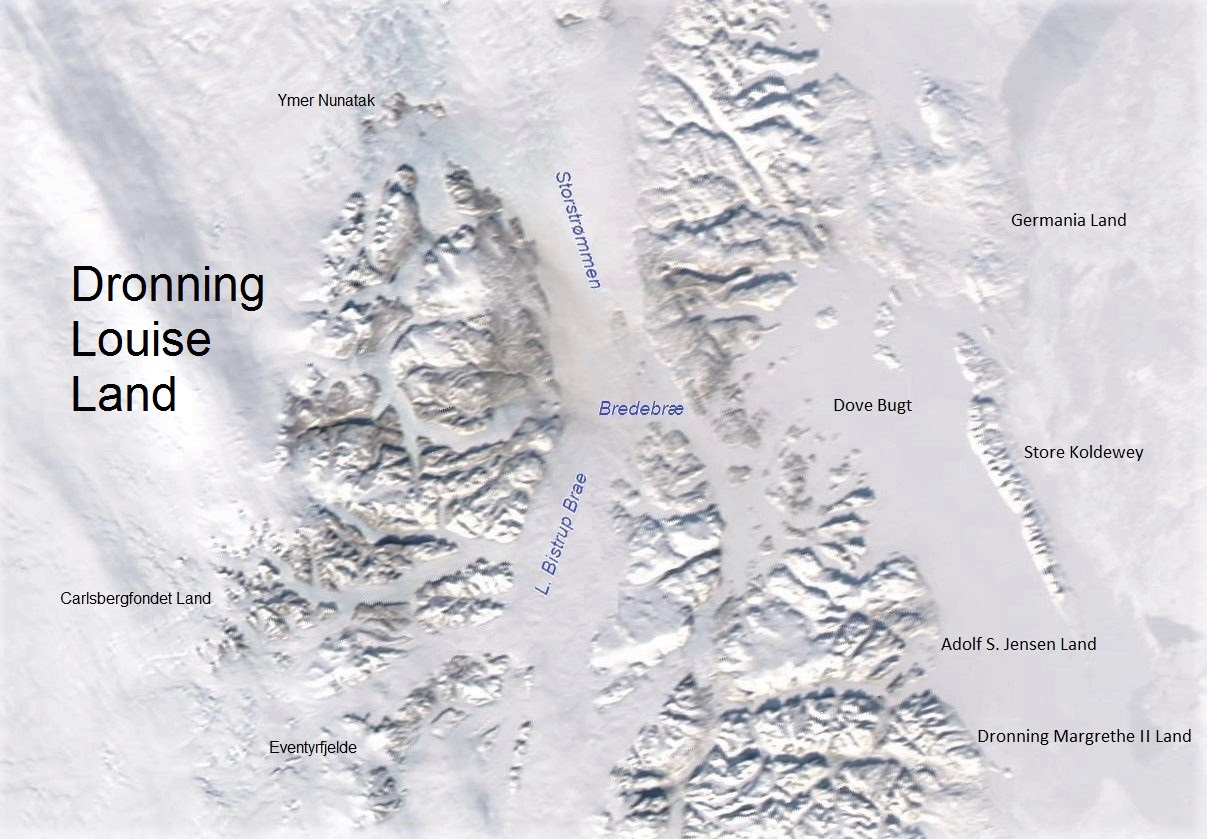
Terra de la Reina Lluïsa i zones adjacents

La Terra de la Reina Lluïsa (anglès: Queen Louise Land; Groenlandès: Nuna Dronning Louise) és un extens grup de nunataks situat a la Terra del Rei Frederic VIII, regió nord-est de Groenlàndia.
Situada entre la glacera continental groenlandesa a l'oest i les glaceres Storstrommen i L. Bistrup Brae a l'est, fa 175 quilòmetres de longitud i un màxim de 73 d'amplada. La terra de la Reina Lluïsa s'eleva fins als 2.364 msnm, al Gefiontinde
Aquesta zona de nunataks va ser batejada amb el nom de la reina Lluïsa de Suècia (1851–1926) durant la malaurada expedició "Danmark" (1906–08) de Ludvig Mylius-Erichsen, que va posar al mapa els darrers llocs no cartografiats de Groenlàndia.